# غلاديس كامبل
غلاديس كامبل (بالإنجليزية: Gladys Campbell)‏ هي كاتِبة وشاعرة أمريكية، ولدت في فبراير 1892، وتوفيت في 1 يوليو 1992.